# François Gibault

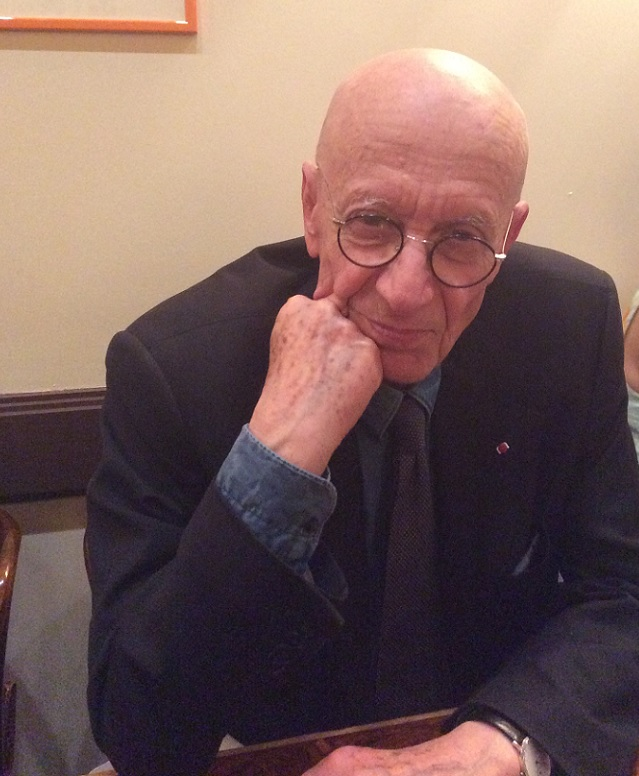

François Gibault (Parijs, 21 mei 1932) is een Frans advocaat en schrijver.

## Carrière
Gibault had een moeilijke schoolcarrière. Hij verliet voortijdig het lyceum en gaf zijn studie politieke wetenschappen op, alvorens af te studeren in de rechten. Daarna volgde hij een militaire opleiding aan cavalerieschool van Saumur. Hij vocht in het Franse leger als pelotonscommandant tijdens de Algerijnse Onafhankelijkheidsoorlog. Na zijn terugkeer werd hij een pleitbezorger tegen de onafhankelijkheid van Algerije en verdedigde hij verschillende leden van de OAS. Zo raakte hij bevriend met de extreemrechtse politicus Jean-Louis Tixier-Vignancourt.
In 1962 ontmoette Gibault Lucette Almanzor, de weduwe van schrijver Céline. Zij vertrouwde hem later het manuscript van de roman Rigodon toe over het verblijf van Céline in Sigmaringen aan het einde van de Tweede Wereldoorlog. Gibault stond mee in voor de uitgave van dit boek en voor de literaire erfenis van Céline.
Als advocaat verdedigde Gibault samen met zijn confrater Francis Szpiner in 1980 de ex-president van Centraal-Afrika, Jean-Bedel Bokassa, tijdens diens proces in Bangui. Hij was ook de advocaat van de Libische kolonel Qadhafi na de Lockerbie-aanslag.

## Privé-leven
Gibault verhulde lang dat hij homoseksueel was. Hij leefde gedurende 25 jaar samen met Bob Westhoff, de echtgenoot van Françoise Sagan, en dit tot de dood van Westhoff. Daarna had hij nog een verhouding met de veel jongere Filip Nikolic, zanger van de boysband 2Be3. Gibault is een fervent beoefenaar van yoga.